# 人見絹枝

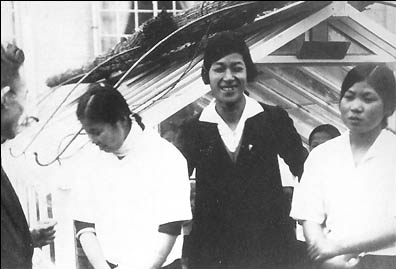
講演を行った高田高等女学校の運動部員達と共に（1927年）

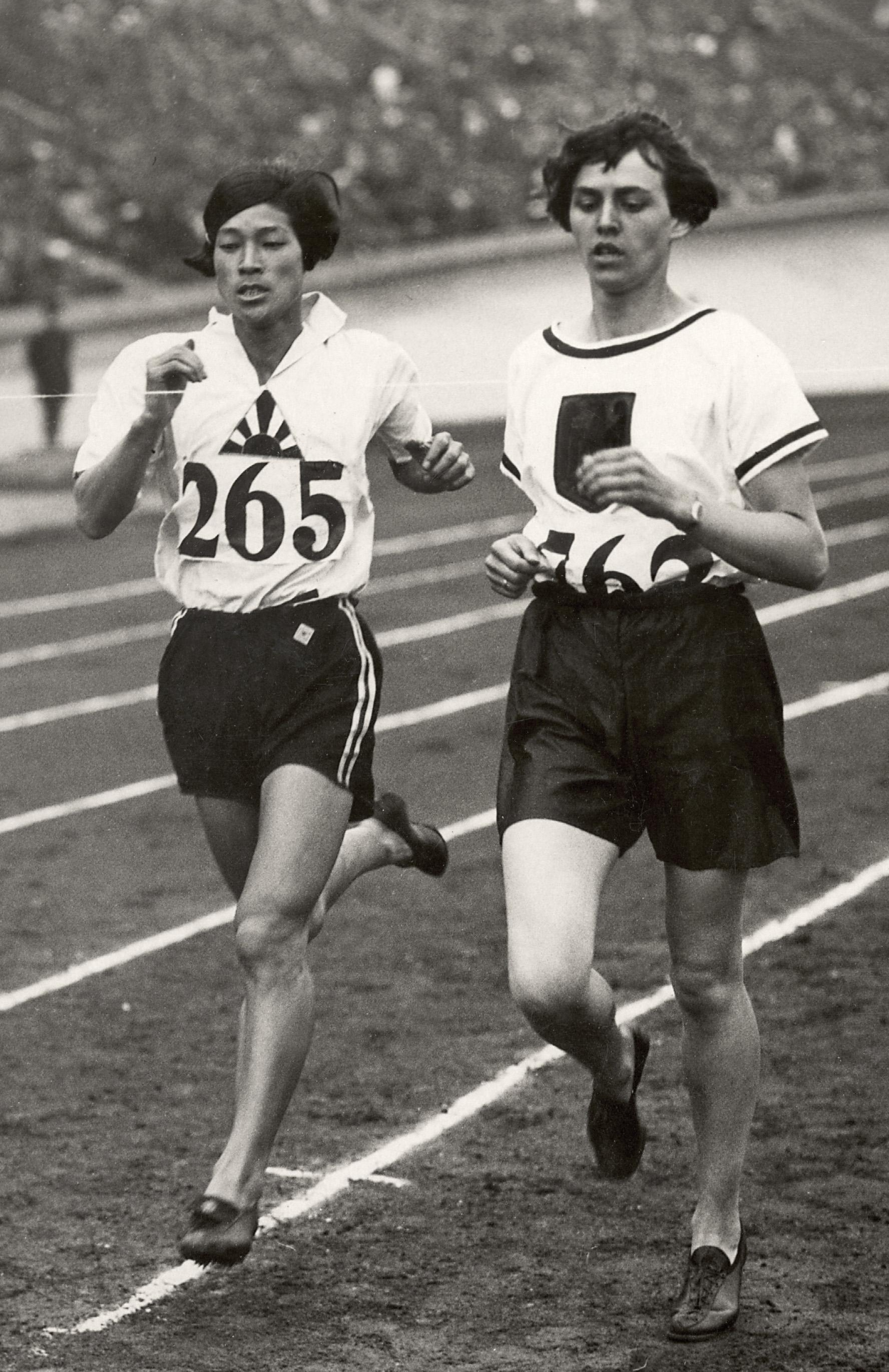
アムステルダム五輪女子800m走でリナ・ラトケ（右）と競り合う人見絹枝（左）

人見 絹枝（ひとみ きぬえ、1907年〈明治40年〉1月1日 - 1931年〈昭和6年〉8月2日）は、日本の陸上競技選手、ジャーナリスト。日本人女性初のオリンピックメダリスト。100m、200m、走幅跳の元世界記録保持者。（100m、200mについては非公認）岡山県御津郡福浜村（現：岡山市南区）出身。

## 来歴
1907年（明治40年）1月1日、岡山県御津郡福浜村福成（現・岡山市南区福成）で人見猪作および岸江の次女として誕生した。人見家はイネとイグサを栽培する裕福な自作農家で、父・母・祖母・姉と人見絹枝の5人家族であった。幼少期は魚とりや鬼ごっこをして遊び、友人は女の子よりも男の子の方が多かった。
1913年（大正2年）4月、福浜村立福浜尋常高等小学校尋常科（現・岡山市立福浜小学校）に入学。小学生になっても「天下取りゲーム」でいつも一番で男児を悔しがらせたり、2階から飛び降りて下校するなど相変わらず活発な少女であった。一方、学業成績も優秀で、特に国語が得意で、クラスでは級長を務めた。6年生の時に担任の先生から短歌を習い、少女雑誌に匿名で投稿するなど、文学的才能を開花させた。1919年（大正8年）に尋常科を卒業した後は高等科に進み、「女子が学問をするなんて」と言われた時代に父・猪作は高等女学校への進学を勧め、倍率3.93倍の岡山県立岡山高等女学校（現・岡山県立岡山操山高校）の入学試験を突破した。
1920年（大正9年）4月、福浜小高等科1年を終え、憧れの岡山県立岡山高等女学校（岡山高女）に入学。当時、大供にあった岡山高女まで毎日1里半（約6 km）の道を徒歩通学した。同年9月に就任した校長の和気昌郎は全人教育を掲げ、「日本女性のたしなみ」として短歌を教える傍らで、生徒をテニスやバレーボールの対外試合に出場させた。入学してすぐの県庭球大会で岡山高女が岡山県女子師範学校（岡山女師、現・岡山大学教育学部）に負けたことに悔しさを覚え、高価なラケットを購入して夜6時まで練習に励んだ。当初家族は人見が日焼けで真っ黒になることに難色を示したが、1921年（大正10年）5月の県庭球大会には父・猪作が応援に駆けつけている。この大会で、人見・浮田ペアは前年岡山高女を破った岡山女師のペアに勝利して優勝旗を持ち帰り、「関西第一の前衛」、「テニスの人見さん」と讃えられた。1923年（大正12年）11月4日、大阪朝日新聞岡山通信部主催の第2回岡山県女子体育大会（岡山女師）に脚気をおして岡山高女代表として出場、走幅跳で4m67の当時日本最高記録（非公認）で優勝した。
1924年（大正13年）4月、二階堂体操塾に入学。塾長の二階堂トクヨから体育の指導を受ける。10月の第3回岡山県女子体育大会（岡山女師）に出場し三段跳で10m33の当時世界最高を記録する（現在非公認）。11月、全日本選手権・陸上競技（明治神宮外苑競技場・以下神宮）に出場。三段跳で10m38、やり投で26m37を記録した。
1925年同塾卒業後、京都市立第一高等女学校（現・京都市立堀川高校）の教員（体操教師）として赴任するが、二階堂からの要請で体操の実技講師として台湾各地を巡回、同年に帰国した。二階堂体操塾の研修生となり、同校の専門学校認可を助ける（同校は翌年財団法人日本女子体育専門学校となる）。10月、大阪体育協会主催第4回陸上競技選手権大会兼明治神宮競技大会近畿予選（大阪市立運動場・以下大阪）に出場、50メートル競走6秒8で優勝した。三段跳で11m62を出し世界最高記録（現在非公認）を更新、11月の第2回明治神宮競技大会（神宮）に出場し、50mは7秒0で優勝、三段跳びでも11m35で優勝する。
1926年4月、大阪毎日新聞社に入社、運動課に配属。その年の東京・大阪朝日新聞社主催四大陸上競技大会－第1回女子競技（神宮）に出場し、50mは7秒0で優勝、三段跳は10m76でも優勝した。5月、第2回関東陸上競技選手権大会（神宮）に出場。100mは13秒6で優勝。砲丸投（8ポンド）で9m97の日本新記録を出す。また、大阪毎日新聞社後援第3回日本女子オリンピック大会（美吉野運動競技場・以下美吉野）に非公式参加。走幅跳（5m6）、砲丸投（9m39）、野球投げ（野球のボールの遠投）（25m）を記録。6月、東京日日新聞社主催第2回女子体育大会（神宮）に出場。200mで27秒6の、走幅跳で5m75の日本新記録を出した。模範競技として行われた400mRで寺尾正・文姉妹、松翁俊子を加えた当時最高のメンバーで52秒2の日本新記録を出した。8月、アリス・ミリア主催の第2回国際女子競技大会（ヨーテボリ）に日本人としてただ一人出場し、走幅跳で5m50の世界記録で優勝した。また立ち幅跳びでも2m47で優勝している。円盤投では32m62で2位、100ヤード走は12秒0で3位、60mで5位、250メートル走で6位（やり投と砲丸投は棄権）。個人得点15点を挙げ国際女子スポーツ連盟の名誉賞を授与された。なお、この遠征で初めて国外陸上競技の事情を知り、自分のトレーニングに生かすだけではなく専属コーチや年間を通じてのトレーニングの重要性などを著書を通じて広く後進に伝えた。
1927年4月、谷三三五にコーチを依頼し、5月、東京日日新聞社主催第3回女子体育大会（神宮）に出場。200メートル走で26秒1、立ち幅跳びで2m61の2つの世界最高を記録した（現在非公認）。走幅跳も5m54で優勝、大阪健母会主催・大阪毎日新聞社後援第4回日本女子オリンピック大会（美吉野）に出場。400mは61秒2で優勝したが、50mでは6秒8の同タイムながら橋本靜子（日方高等女学校 現・和歌山県立海南高校）に敗れた。人見にとっては国内の大会で初めての敗戦となった。6月、大阪女子体育研究会主催大阪時事後援第7回大阪女子運動大会（大阪）に出場。100mで12秒4の当時世界タイを記録する。8月、第14回全日本陸上競技選手権大会（現・日本陸上競技選手権大会）（神宮）に出場。50mは6秒7で、100mは12秒8で優勝した。10月、大阪体育協会主催第6回陸上競技選手権大会兼明治神宮体育大会近畿予選（大阪）に出場。50mは6秒5で、100mは12秒4の世界タイで優勝。11月の第4回明治神宮体育大会（神宮）に出場、双生児の寺尾正・文姉妹（府立第一高等女学校（現・東京都立白鷗高校））と接戦の末、50mは6秒4（当時世界タイ記録）で、100mは12秒5で優勝する。
1928年5月、健母会主催第5回日本女子オリンピック大会（美吉野）に出場、400mで59秒00の世界最高記録（非公認）を出した。100メートル走は12秒8で優勝。三種競技（194点）でも優勝し、そのうちの100mでは12秒4の世界最高記録（非公認）を出した。ほかは走高跳（1m43）、やり投（28m89）。第15回全日本陸上競技選手権大会（大阪）に出場。100mで12秒2を出し、走幅跳では5m98を跳び2つの世界記録を更新。6月、第4回インタークラブ選手権（ロンドン）に出場、走幅跳では5m59でイギリスのミュリエル・ガンを破り優勝した。しかし、100ヤード走ハンディキャップレースでは予選落ちとなった。7月、A.A.A.女子選手権大会（ロンドン）に出場、220ヤード走は26秒2で（予選の25秒8は当時世界タイ記録）、やり投は35m96で優勝したものの、100ヤード走、走り幅跳びではガンの前に敗れた。
1928年アムステルダムオリンピックに日本女子選手として初出場し、女子の個人種目全て（100m、800m、円盤投、走高跳）にエントリーした（走幅跳は採用されず、事実上100m一本に絞っていた）。7月30日、100m予選は1着で通過したものの、同日準決勝は12秒8で4着となり決勝進出を逃した。8月1日、800m予選を2分26秒2で通過する。8月2日、800m決勝は2分17秒6でドイツのリナ・ラトケに次ぐ2着となり、日本人女性初のオリンピックメダリスト（銀メダル）となった。8月5日、走高跳の予選に出場するも1m40で予選落ちとなった。
8月、インターナショナル競技会（ベルリン）に出場、走幅跳は5m51で優勝。やり投は36m58で2位、100mは予選落ちしたが、最後の800mは2分23秒9で優勝した。10月、大阪体育協会主催第7回陸上競技選手権大会（大阪）に出場、100mで橋本靜子に2度目の敗戦を喫した（記録計時なし）。橋本の記録は13秒2だった。400mRでは所属チームW.S.C.が53秒2で優勝している。
この後、一旦競技から離れるが翌春練習を再開。競技者として各地に遠征する傍ら、後進の育成、講演会や大会に向けての費用工面に忙殺されてゆくことになった。
1929年4月、第6回日本女子オリンピック大会（美吉野）に出場する。三種競技（217点）で世界最高を記録（100m:12秒4、走高跳:1m45、やり投:32m13）、200mは26秒8で優勝する。80mHの13秒6は番外ながら日本新記録を更新した。5月、東京日日新聞社主催第5回女子体育大会（神宮）に出場し200mで24秒7の世界記録を出した。走幅跳は5m92で優勝、円盤投は34m18の日本新記録で優勝した。8月、国際女子オリンピック出場候補15名と2週間の合宿を行い、10月の日独対抗大阪大会（甲子園競技場）にも出場し100mで12秒4を記録した。朝鮮・日・独対抗競技（京城府）に出場、100mで12秒0、200mで24秒4、走幅跳で6m075を出した（100mと走幅跳は追い風5.8メートルのため非公認の世界記録）。中国・日本・独三国大会（奉天=瀋陽）にオープン参加し100mで12秒0、60mで7秒5を出している。11月、第16回全日本陸上競技選手権大会兼第5回明治神宮体育大会（神宮）に出場しており200mは25秒4で優勝、走幅跳は5m91で優勝、400mRでもL.A.C.チームの一員として51秒6の日本新記録で優勝した。
1930年2月、日本女子スポーツ連盟臨時総会で、国際女子オリンピック大会の遠征費捻出のため全国の女学校に応援袋を置き寄付を募ることを提案し、遠征費は出発の3日前に目標額に達した。5月、第7回日本女子オリンピック大会（美吉野）で三種競技に出場（201点466で優勝。100m:13秒0、走高跳:1m40、やり投:35m27）、国際女子オリンピック大会の代表6名が決定した。谷三三五の下、1ヶ月余合宿を行う。7月、日本女子スポーツ連盟・健母会主催渡欧女子選手送別競技会（大阪）で渡欧選手・女学校選手対抗リレーに出場、渡欧女子選手送別競技会（名古屋・椙山高女）に出場する。走幅跳で5m90を記録し、やり投では37m84の非公認日本新記録を更新した。9月6日、第3回国際女子競技大会（プラハ）に5人の選手を率いて出場（9月8日まで）、走幅跳では5m90で優勝した。三種競技は192点（100m:13秒2、走高跳:1m40、やり投:34m46）で2位、やり投（600g）は3位（37m1）、60mは3位（7秒8）、400mRは4位（52秒0）、100mは準決勝敗退、200mは決勝を棄権した。個人得点13点で2位となり、リレーの1点を加えた日本チームは参加18ヶ国中4位となった。9月7日、8日は雨でその後体調を崩した。9月11日、日本・ポーランド女子対抗競技会（ワルシャワ）に出場する。60m（7秒8）、100m（12秒6）、走高跳（1m40）、走幅跳（5m39）、円盤投（32m19）、やり投（36m55）に出場し日本チームは35点対54点でポーランドに敗れた。9月13日、日・英・独女子競技大会（ベルリン）に出場、100mは12秒4、走幅跳は5m56で優勝した。200mは28秒2で2位、やり投33m90で3位。9月14日はスイス観光し9月16日、パリで休養する。9月20日、日本対ベルギー対抗競技（ブリュッセル）に出場、100m（13秒4）、400mR（53秒4）、円盤投（29m13）、やり投（37m25）は優勝。800mでは2位になる。日本チームは52点対47点でベルギーに勝利した。同日深夜パリに戻るが高熱を出し、9月21日、日本対フランス女子対抗競技（パリ）に出場。走幅跳（5m61）、円盤投（31m19）、やり投（37m44）で優勝する。80m、200m、400mR、走高跳では2位になったが日本チームは38点対46点でフランスに敗れた。ロンドンから海路にて11月6日帰国した。
国際女子オリンピック大会は好成績ではあったが、チームとしても前回大会やオリンピックに比して結果が悪かった。帰途、新聞報道や手紙から日本での反応が冷たいことを知った選手達は深く傷ついた。しかも半月の内に5つの大会が集中し、肉体的にも大きな負担となった。帰国当日岡山の実家で休んだものの、翌日東京に発つ。後に扁桃腺炎になるが、正月までほとんど休みなく新聞社での仕事や募金へのお礼を行った。1931年（昭和6年）3月6日に病臥に伏し、大阪・十三から尼崎市塚口へ引っ越した。3月25日に早朝から喀血し、肋膜炎で大阪帝国大学付属病院（現・大阪大学医学部附属病院）小沢内科に入院する。担当医は岡山出身で、妻は岡山高女の出身であったことから手厚い医療を受けることができた。人見の病室には「軽井直子」という名札が掛けられた。5月31日に見舞いに訪れた二階堂トクヨは一目見て大病であることを見抜き、涙を流し、看護人・藤村蝶に50円を手渡した。その後に世間の煩わしさから避けるため、別館2階へ病室を移された。7月中旬には肺炎を併発し、見舞いに訪れた織田幹雄は変わり果てた姿に絶句したという。7月29日、病室を本館に移し、入院してから初めて「苦しい」、「家に帰りたい」と弱音を吐いた。8月1日18時過ぎに病状が急変し、8月2日午後0時25分、乾酪性肺炎により死去した。24歳没。辞世の詩は、「息も脈も高し されど わが治療の意気さらに高し」。アムステルダムオリンピック800m決勝の日から、ちょうど3年後の日であった。危篤の報を聞き駆けつけた両親は娘の死に目に間に合わず、大阪に向かう途中の姫路駅のラジオ放送で死を知った。師・二階堂トクヨは「スポーツが絹枝を殺したのではなく、絹枝がスポーツに死んだのです」という言葉を『婦人公論』に寄せている。
8月3日、遺体は阿倍野斎場（大阪市営南斎場）にて火葬され、8月5日に大阪毎日新聞社による、神式の告別式が行われた。式には1,000人超の参列者が訪れ、国際女子スポーツ連盟のアリス・ミリアをはじめ世界中から弔電が寄せられた。8月12日には人見家の菩提寺である妙法寺で仏式の葬儀が営まれ千数百人が参列した。法号は「妙法 高徳院妙聲日宏大姉」。付きっきりの看病をしていた藤村家の墓所（青森県八戸市の本覚寺）に骨塔がある。

## 競技記録

### 世界記録
国際オリンピック委員会（IOC）が公認する記録。
| 競技   | 記録  | 年月日        | 場所       | 備考                                                               |
| ------ | ----- | ------------- | ---------- | ------------------------------------------------------------------ |
| 100m   | 12秒2 | 1928年5月20日 | 大阪       | カナダのクックが同年7月2日に12秒0を出すまで42日間保持。            |
| 200m   | 24秒7 | 1929年5月19日 | 神宮       | オランダのシュールマンが1933年8月13日に24秒6を出すまで1546日間保持 |
| 走幅跳 | 5m50  | 1926年8月28日 | ヨーテボリ | イギリスのガンが翌年8月1日に5m75を出すまで337日間保持              |
| 走幅跳 | 5m98  | 1928年5月20日 | 大阪       | ドイツのシュルツが1939年7月30日に6m12を出すまで4087日間保持        |

国際陸上競技連盟（IAAF）は女子100メートル走では1934年8月から、女子200mでは1935年8月から、走幅跳では1928年から国際女子スポーツ連盟（FSFI）に代わって世界記録を公認している。

### 未公認世界最高記録
当時FSFIによって世界記録とされたが、現在ではIAAF、IOC共に公認していない参考記録である。
| 競技   | 記録  | 年月日         | 場所   |
| ------ | ----- | -------------- | ------ |
| 400m   | 59秒0 | 1928年5月6日   | 美吉野 |
| 三段跳 | 11m62 | 1925年10月17日 | 大阪   |

現在まで存続していない種目での世界記録
| 競技       | 記録                                           | 年月日         | 場所   |
| ---------- | ---------------------------------------------- | -------------- | ------ |
| 50m        | 6秒4                                           | 1927年11月3日  | 神宮   |
| 60m        | 7秒5                                           | 1929年10月19日 | 瀋陽   |
| 立ち幅跳び | 2m61                                           | 1927年5月8日   | 神宮   |
| 三種競技   | 217点（100m:12秒4、走高跳:1m45、やり投:32m13） | 1929年4月28日  | 美吉野 |

- アムステルダムオリンピックでの800mの記録2分17秒6は当時の世界記録を上回っている。

## エピソード

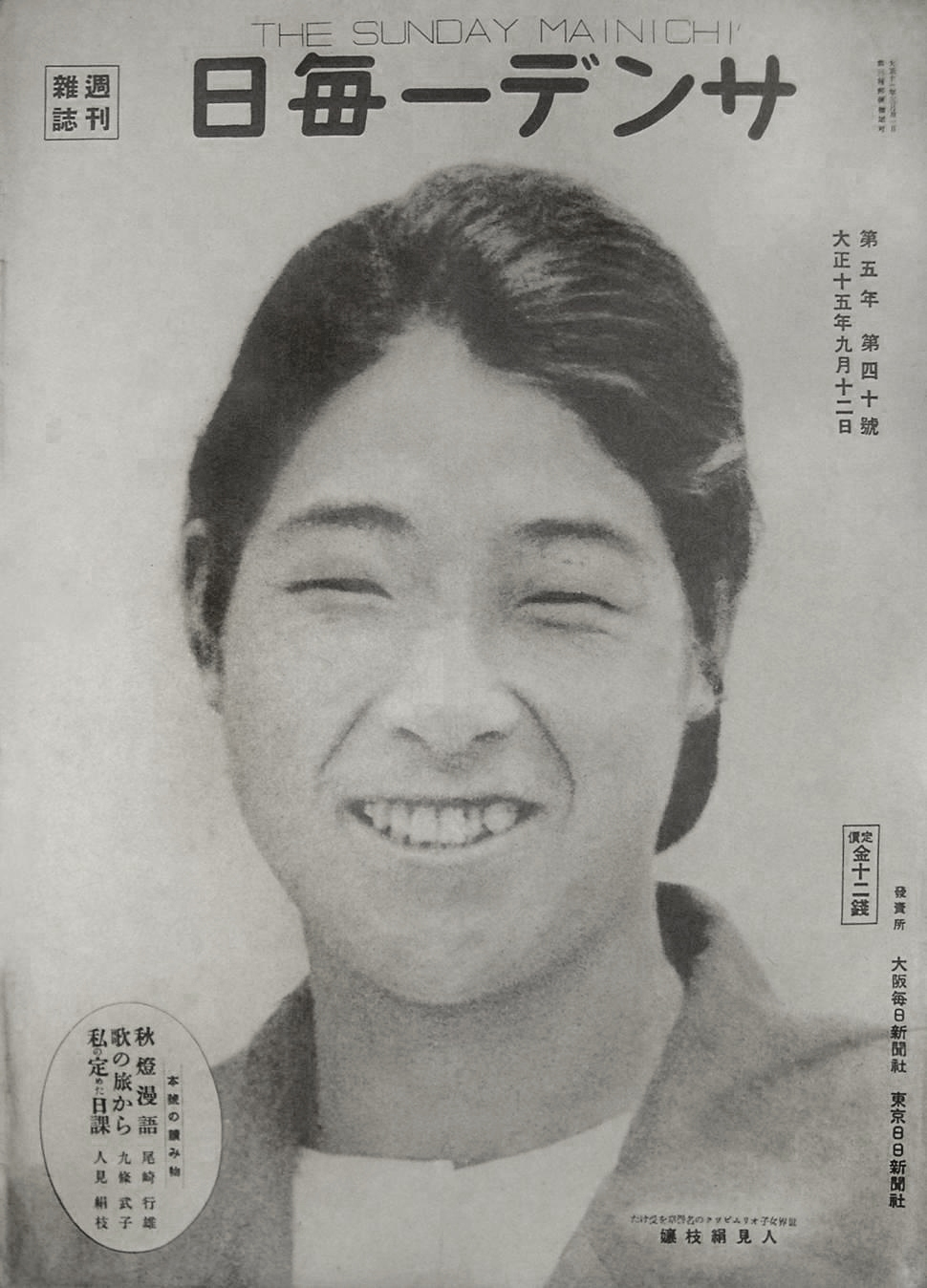
サンデー毎日の表紙を飾った人見絹枝（1926年9月12日号）

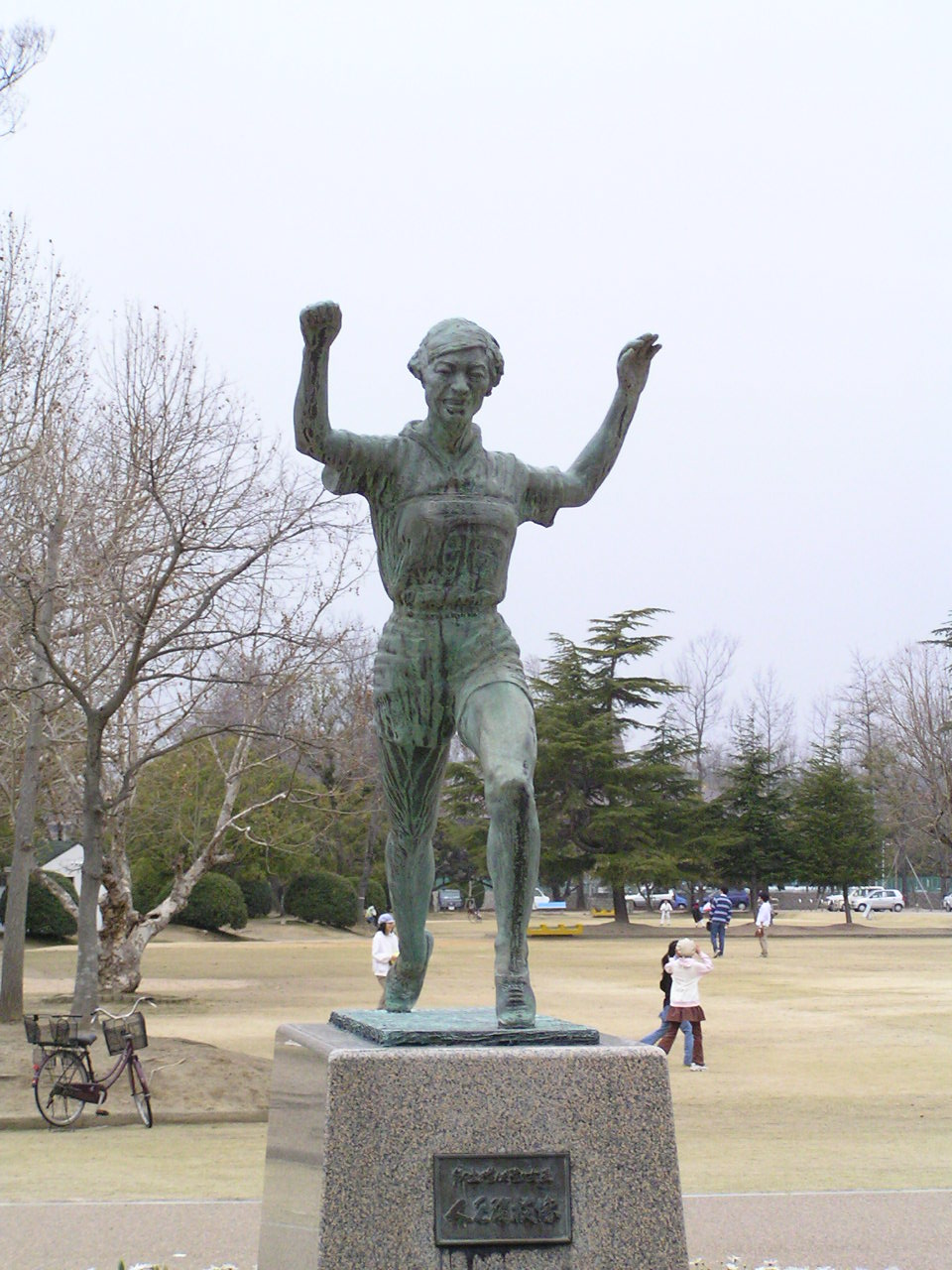
人見絹枝像（シティライトスタジアム）

- 人見は女学校時代から文学的資質を認められていた。文章が巧みで、海外遠征中でも、また死の床に在っても短歌を詠んだ。
- 1924年二階堂体操塾に入学した年の身長は五尺六寸（約170cm）、体重は十五貫（約56kg）との新聞記事がある。
- 走・跳のみならず投擲競技にも非凡な才能を見せた。円盤投げはそれまで全く経験が無かったが現地ヨーテボリで円盤を購入し、1ヶ月余の練習で国際女子競技大会で入賞した。
- アムステルダムオリンピックの直前に南部忠平に走幅跳で勝負を申し入れ、1cm差で勝利した[19]。
- アムステルダムオリンピック以前、800mを公式の競技会で走ったことはなかったが、有力視された100mで決勝に進めなかったこともあり、未知の距離でも優勝を狙わざるを得なかった。結果2位になったが「何分にも私にとっては初めてなので、これ以上を望むことは不可能です」というコメントを残している。ゴールの際に人見は優勝したドイツのラトケともども失神、決勝参加者9人が全て倒れ込む壮絶なものとなり[20]、これが影響して女子800mは次のロサンゼルスオリンピック（1932年）からメルボルンオリンピック（1956年）まで種目から除外されることになった[注 4]。
- 高校野球甲子園大会開会式のプラカードを掲げての入場行進や、勝利校の校歌吹奏[21]、校旗掲揚は人見の発案で1929年の第6回選抜中等学校野球大会から始まった。
- 人見の死後、第3回国際女子競技大会での活躍を記し建てられた記念碑がプラハ郊外の墓地に現存する。この碑の建設費には、二階堂トクヨの寄付が含まれている[22]。
- 1992年バルセロナオリンピックで、日本では人見以来の陸上女子メダリストとなった有森裕子は同じ岡山市出身であり、祖母が人見の女学校の後輩だったこともあり、有森は人見を尊敬している。また、有森がバルセロナオリンピックのマラソンで銀メダルを獲得したのは日本時間では人見のメダル獲得と同じ8月2日となり（現地では8月1日）、これらが当時奇縁として紹介された。
- 当時、国内での女子陸上への偏見は厳しいものであり、それをうかがわせる例がいくつも存在する。
  - 人見が陸上を始めた頃、周りの人々から冷たい目で見られたと、本人が述懐している。
  - オリンピック出場を決めていた人見の実家にも「人前で太ももをさらすなど日本女性にはあってはならない」「日本女性の個性を破壊する」などといった文面の書簡が送られて来ていたという[23]。それに対して人見は女子陸上競技に関する記事にて「いくらでも罵れ！私はそれを甘んじて受ける。しかし私の後から生まれてくる若い女子選手や、日本女子競技会には指一つ触れさせない」と書いている。
  - 短距離走の日本記録を保持していた寺尾正・文姉妹の実家に出向き、アムステルダムオリンピックへの出場を説得したが、寺尾の家族の意向により、寺尾姉妹の出場は叶わなかった。これも、女子陸上への世間の偏見が一因であると言われている。
- 人見の没後に発表されたレコードトーキーアニメーション『茶目子の一日』に、生前の人見のフィルム映像が挿入されている。
- メダル・トロフィー類は戦時中金属類回収令によりすべて供出されたと考えられていたが、オリンピックの銀メダルは2000年になって発見された。人見の使用していた寝具の中に、隠すようにして仕舞ってあったという。
- 1964年東京オリンピックの聖火が岡山を通過する際、父・猪作は人見の遺影を抱いて岡山県庁舎で出迎え、「絹枝よ、これがオリンピック聖火だ」と語りかけた[24]。
- 人見の出身地に近い現在の岡山市南区福浜を通る岡山県道40号岡山港線には人絹道路（じんけんどうろ）という愛称が付与されている。本来は倉敷絹織（現・クラレ）の岡山工場（レーヨンなどの化学繊維、すなわち人絹の製造工場）と岡山市中央部とを接続する輸送路であるがゆえに、この愛称が存在していたのだが、この県道は人見の出身校でもある岡山市立福浜小学校（かつての福浜村立福浜尋常高等小学校）をも沿線に含む事から後に人見の業績を顕彰するための道路とも伝えられるようになった。
- 岡山県岡山市において1982年より開催されているロードレース大会「山陽女子ロードレース大会」の10kmロードの部には開催当初より「人見絹枝杯」の愛称がつけられている。
- 人見の母校である二階堂体操塾を受け継ぐ日本女子体育大学では、女子ジュニア陸上競技選手の育成を謳って『人見絹枝杯陸上競技大会』を2003年から毎年開催している[25]。
- 美容師の草分け・吉行あぐりとは岡山県立第一岡山高等女学校の同級生である[26]。
- 岡山市は2005年に人見絹枝の功績を記念し、岡山市のスポーツ振興の一環として市に所属する競技団体や選手、各種スポーツチームの活躍を讃える『岡山市人見絹枝スポーツ顕彰事業』を創設、これ以後、その年ごとに顕彰者を選出して表彰式を実施している[27]。
- 1993年より大阪毎日新聞社の後身毎日新聞社は『毎日スポーツ人賞』を制定しグランプリ受賞者には賞金200万円、その他の受賞者にも賞金100万円と受賞者全員に人見をかたどったブロンズ像が贈られている[28]。

## 著書
以下絶版
- 『最新女子陸上競技法』文展堂書店、1926年。（本格的な競技生活に入る前に執筆） - 国立国会図書館デジタルコレクション
- 『アルス運動講座 -女子競技-』アルス社、1928年。（共書の1編）
- 『スパイクの跡』平凡社、1929年。（1927年の『婦人の友』掲載の文が下書きになっている。1928年アムステルダムオリンピックまでの自伝にあたる）
- 『戦ふまで』三省堂、1929年。（内容は『スパイクの跡』と共通する所が多い）
- 『家庭科学大系』家庭科学大系刊行会、第26回に人見絹枝著『女子と運動競技』を所収、1930年。（共書の1編）
- 『ゴールに入る』一成社、1931年。（『スパイクの跡』の続編。オリンピック後から1930年の帰国までを綴る）
- 『婦人公論大学スポーツ編　-陸上競技-』中央公論社、1931年。（共書の1編）
- 『女子スポーツを語る』人文書房、1931年。（『家庭科学大系 第26回-女子と運動競技-』を単行本化）

以下復刊
- 『スパイクの跡/ゴールに入る 伝記・人見絹枝 (伝記叢書 154)』（大空社、1995/1、ISBN 978-4872364538）
- 『女子体育基本文献集. 第11巻』（大空社、1995/1、1926年文展堂書店刊『最新女子陸上競技法』を所収、ISBN 4872369157）
- 『日本体育基本文献集 : 大正・昭和戦前期. 第33巻』（日本図書センター、1998/12、1931年一成社刊『ゴールに入る』を所収、ISBN 4820558269）
- 『女子スポーツを語る 女性のみた近代 (006)』（ゆまに書房、2000/7、1931年人文書房刊『女子スポーツを語る』の復刻、ISBN 978-4843300947）

再編集
- 『炎のスプリンター 人見絹枝自伝』（織田幹雄・戸田純(編集)、山陽新聞社出版局、1983/2、『スパイクの跡』、『ゴールに入る』の主要部分を現代語訳にして再構成したもの）
- 『人見絹枝 炎のスプリンター (人間の記録 32)』（織田幹雄・戸田純(編集)、日本図書センター、1997/6、1983年山陽新聞出版局刊『炎のスプリンター 人見絹枝自伝』の改題、ISBN 978-4820542735）

## 関連作品

### テレビ番組
- 知ってるつもり?!（日本テレビ／1990年2月11日）
  - 「人見絹枝」
- 西田ひかるの痛快人間伝 -Dashing life story-（NHK総合テレビ／1991年11月24日）
  - 「日本女性初の銀メダル」
- その時歴史が動いた （NHK総合テレビ／2004年8月16日）
  - 「奇跡の銀メダル 人見絹枝 〜日本女子初メダル獲得の時〜」
- 歴史秘話ヒストリア（NHK総合テレビ／2012年7月4日）
  - 「“なでしこジャパン”はここから始まった! 〜人見絹枝〜」
- THE 歴史列伝〜そして傑作が生まれた〜（BS-TBS／2014年6月13日）
  - 「女性アスリートの魁・人見絹枝」
- 英雄たちの選択（NHK BSプレミアム／2016年6月2日）
  - 「目指せ！“なでしこ”たちの祭典〜人見絹枝の決断〜」
- 知恵泉（NHK Eテレ／2019年3月19日）
  - 「道を開いた女性たち オリンピックメダリスト 人見絹枝」
- 偉人の年収 How much? (NHK Eテレ／2023年9月4日)
  - 「陸上選手 人見絹枝」

### 漫画
- その時歴史が動いた　コミック版　感動スポーツ編　
  - 「奇跡の銀メダル人見絹枝—日本女子初メダル獲得の時」として描かれる。作画は西田真基
- 栄光なき天才たち
  - 単行本第1巻に収録。
- ライジングガール！〜人見絹枝物語〜

### テレビドラマ
- 『よーいドン』 - 1982年 - 1983年、NHK朝の連続テレビ小説・演：小野みゆき
- 『紅い稲妻 人見絹枝』 - 1992年、毎日放送・TBS系・毎日新聞創刊120周年記念企画・演：松下由樹
- 『いだてん〜東京オリムピック噺〜』 - 2019年、NHK大河ドラマ・演：菅原小春